# قیام کوهدامن

## مقدمه
قیام کوهدامن یکی از شورش‌های مسلحانه در افغانستان بود که در تابستان ۱۹۳۰ در  
شمال کابل، به‌ویژه در منطقهٔ کوهدامن، علیه حکومت محمد نادرشاه صورت گرفت. این حرکت عمدتاً ناشی از نارضایتی از سیاست‌های تبعیض‌آمیز حکومت جدید و تغییرات اجتماعی–سیاسی پس از سقوط امان‌الله خان بود.

## زمینه‌های تاریخی
در اکتبر ۱۹۲۹، محمد نادرشاه پس از سقوط سلطنت امانی به قدرت رسید. او برای تحکیم حکومت خود، بیشتر بر حمایت قبایل پشتون تکیه کرد. این سیاست، موجب کنار گذاشتن نخبگان محلی تاجیک در شمال کابل، از جمله کوهدامن، شد.

## دلایل شورش

### انتقال اراضی به قبایل
نادرشاه بخشی از اراضی حاصل‌خیز کوهدامن را به قبایل پشتون واگذار کرد. این اقدام، پاداشی برای وفاداری قبایل در جریان به‌قدرت‌رسیدن نادر و اقدامی استراتژیک برای کنترل مناطق نزدیک پایتخت بود

### خلع سلاح و مصادره اموال
خلع سلاح گستردهٔ کوهدامنی‌ها و مصادره دارایی‌های آن‌ها، احساس بی‌عدالتی در میان مردم منطقه را افزایش داد.

### انتصاب مقامات بحث‌برانگیز
انتصاب محمد یوسف‌خان به‌عنوان حاکم کوهدامن که فاقد پایگاه اجتماعی در منطقه بود، خشم مردم را برانگیخت.

## رهبری و ساختار شورش
رهبری قیام در اختیار نخبگان محلی همچون محمد اعظم‌خان، عمرا خان، میربابا، تره‌کی و عبدالقیوم بود. برخی از آن‌ها با حکومت سقاوی و یا امان‌الله خان ارتباط قبلی داشتند. همچنین، محمد یوسف‌خان که ظاهراً از طرفداران نادر بود، نقش دوگانه‌ای در تحریک شورش ایفا کرد.

## ارتباط با سایر گروه‌ها
گروه‌هایی از طرفداران امان‌الله خان، مهاجرین آسیای میانه به رهبری ابراهیم‌بیک، و مخالفان قومی دیگر نیز در فضای آن زمان فعالیت داشتند. اگرچه شواهد دقیقی از هماهنگی کامل میان آن‌ها با شورشیان کوهدامن موجود نیست.

## رویدادهای اصلی قیام
قیام در ۲۱ ژوئیه ۱۹۳۰ با حمله عمرا خان به کلکان آغاز شد. سپس نیروهای شورشی مناطق سرای‌خواجه، استالف و چاریکار را تصرف کردند. در چاریکار، خطبه نماز جمعه به نام شاه ناشناس خوانده شد که نشان‌دهنده تلاش برای تغییر رژیم بود.

## واکنش حکومت
حکومت نادرشاه با بسیج قبایل پشتون، از جمله وردکی‌ها و وزیری‌ها، به مقابله برخاست. به آنان اجازه داده شد که حق چور داشته باشند و شورش با سرکوبی شدید، بازداشت، اعدام و تبعید همراه شد.

## پیامدها و تحلیل
قیام کوهدامن، به درگیری میان نیروهای شورشی کوهدامن و ارتش افغانستان در قلعه مورابگ، واقع در ۳۰ مایلی کابل، اشاره دارد. در این نبرد، شورشیان شکست خورده و صدها نفر کشته شدند. همچنین، حدود ۳۰۰۰ نفر از شورشیان دستگیر و به کابل منتقل شدند. و موجب نابودی آخرین پایگاه‌های نخبگان تاجیک شمال و شکست نهایی طرفداران امانی‌ها شد. همچنین طرح استقرار قبایل پشتون در شمال کابل لغو شد، ولی شکاف‌های قومی و بی‌اعتمادی میان اقوام تشدید گردید.

### نتیجه‌گیری
قیام کوهدامن بازتاب تعارضات قومی، طبقاتی و رقابت‌های درون‌نخبگان در دهه ۱۹۳۰ افغانستان بود و نشان داد که حکومت نادرشاه بدون خشونت قادر به حفظ قدرت نبود.